# Luzula hybrida
Luzula hybrida là một loài thực vật có hoa trong họ Juncaceae. Loài này được H.Lindb. ex Kirschner mô tả khoa học đầu tiên năm 1991.